# Sabins

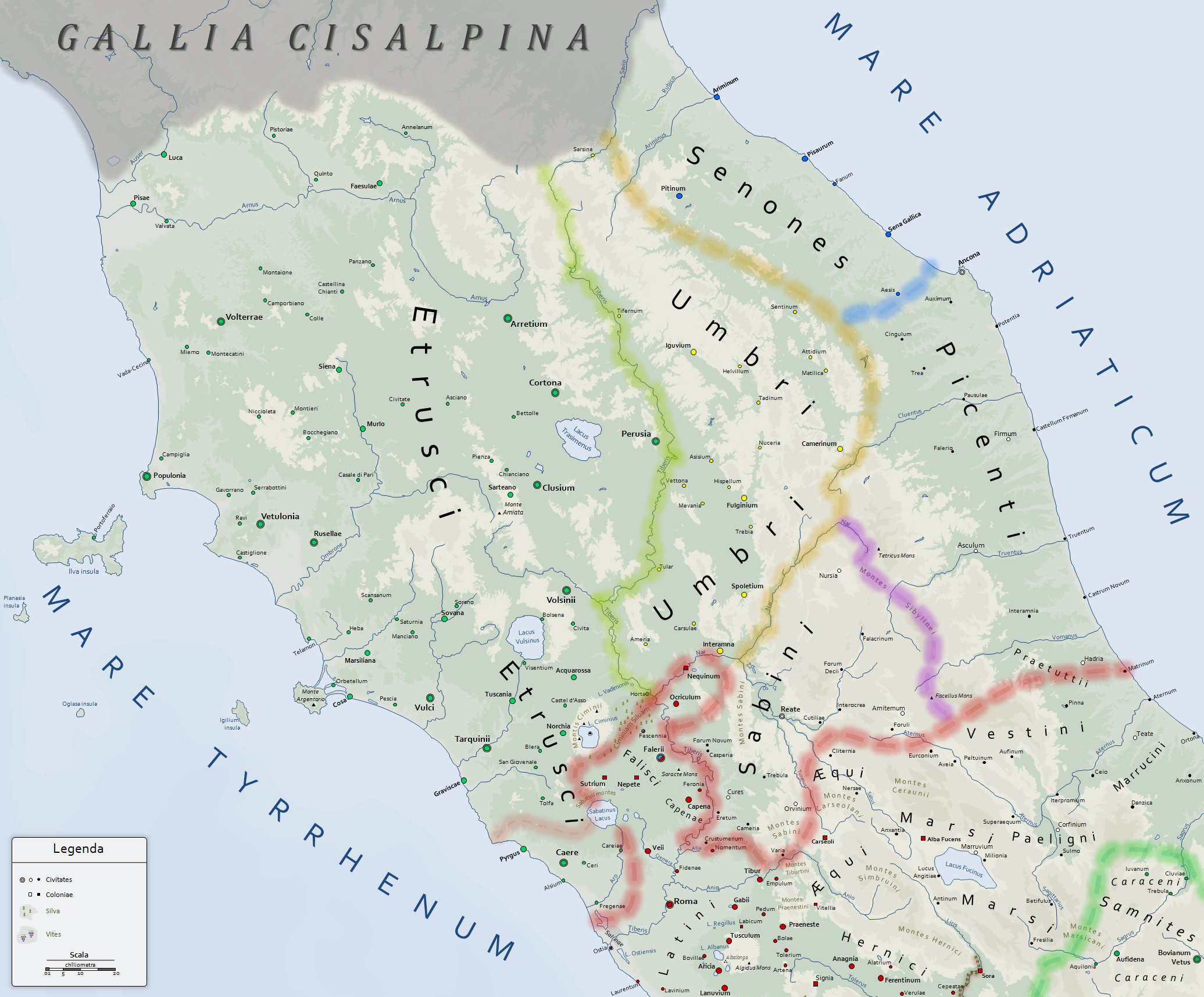
Territori dels sabins i els pobles veïns.

Els sabins (en llatí sabini) eren un poble que habitava el centre de la península Itàlica durant la prehistòria i que van ser absorbits per l'antiga Roma, la unió entre ambdós pobles es remunta als inicis de Roma, alguns reis romans eren immigrants sabins. Aquest poble es va caracteritzar per la seva gran fe religiosa, que va influir en la concepció d'alguns déus romans. Els sabins es van expandir i els historiadors antics els consideraven l'origen de la majoria de tribus existents a la península.

## Territori: Sabínia
Vivien a les muntanyes a l'oest de la cadena central dels Apenins des del naixement del Near i del Velinus fins a Reate i d'aquí cap al sud fins al Tíber i el Annio. Les principals ciutats sabines foren: Reate, Interocrea, Falacrinum (lloc de naixement de Vespasià), Foruli, Amiternum, Nursia, Forum Novum, Forum Decii, Cures, Erètum, Trebula Mutusca, Trebula Suffenes, Varia, Digentia, Cutiliae i Regillum.
Limitaven al nord amb els umbres; a l'oest amb els etruscs; al nord-est amb els picentins; a l'est amb els vestins, els marsis i el eques; i al sud amb el Latium. Era una estreta franja d'uns 125 km de llarg, des de Núrsia fins al Tíber i l'Annio; el límit sud és considerat generalment a Fidenae i Nomentum (que eren probablement llatines d'origen). Erètum a 5 km al nord de Nomentum ja era considerada universalment ciutat dels sabins.
Encara que modernament se l'anomenà Sabínia, al seu temps sempre és esmentada pels autors romans com la terra dels sabins (Sabinorum ager, o Sabinus ager) i mai sota un altre nom, mentre que el nom Sabínia o Sabina fou donat pels grecs (Σαβινη).

## Ètnia

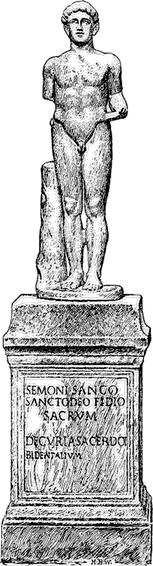
Sancus, el déu principal dels sabins.

Els sabins eren considerats l'origen dels picentins, pelignes i samnites, i aquests darrers, parents dels frentans, lucans, apulis i brucis; els marsis, marruquins i vestins també eren probablement d'origen sabí. Tot aquest conjunt de pobles són inclosos modernament en el grup de pobles sabèl·lics. El nom sabèl·lic és utilitzat per alguns autors com a sinònim de sabí, i algunes vegades fou donat també als samnites. Molts autors romans els consideraven descendents dels lacedemonis. En canvi Dionís d'Halicarnàs (tenint com a font a Zenòdot de Trozen) els presenta com una branca dels umbres. La deïtat Sancus, la principal adorada pels sabins, era objecte de culte també pels umbres i s'han trobat altres similituds. La pèrdua del seu llenguatge fa impossible determinar amb seguretat el seu origen, però de les paraules conservades s'aprecia una semblança amb l'umbre i l'oscà.

## Llegendes

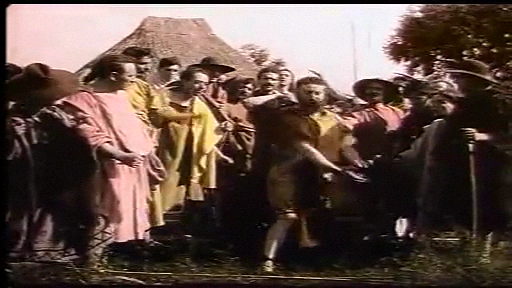
Imatge de la pel·lícula del 1910 que recrea el rapte de les sabines.

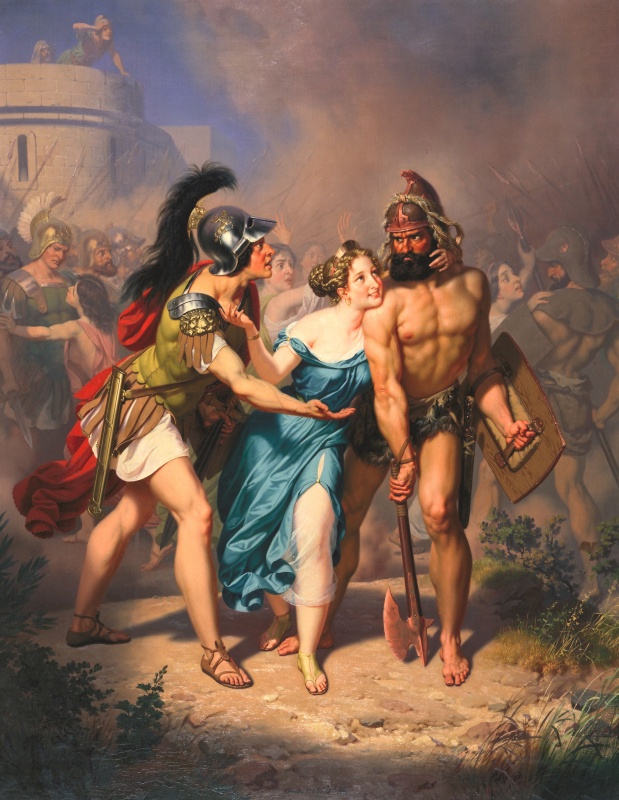
Els sabins reclamen les seves dones als romans. Pintura de Christian Nahl, 1871.

Una de les llegendes romanes més plasmades en l'art narra el suposat rapte de les sabines, segons el qual els fundadors de Roma, provinents de Troia, van segrestar les més belles dones sabines per a poblar la nova ciutat.

## Expansió
El nom de sabins es fa derivar de Sabus, fill de la deïtat tutelar Sancus; el seu nucli originari és indicat per Cató prop d'Amiternum a la vila de Testrina. Es van expandir al sud i est i van fundar Reate (moderna Rieti) expulsant a un poble que Dionís anomena aborígens, que tenien per centre la ciutat de Lista, poble que va emigrar cap al Latium on barrejats amb altres grups van originar el poble dels llatins.
Des de Reate els sabins van pressionar cap al sud i l'oest ocupant les terres entre Reate i el Tíber i fins Ocriculum, prop de Tibur (Tívoli); més tard encara van avançar més i van arribar al turó Quirinal.
El mític rei sabí Titus Taci va fer la guerra al rei Ròmul de Roma. Es creu que els sabins es van poder establir a Roma amb plens drets. Cures, la ciutat sabina al Quirinal sembla que va arribar a exercir una espècie de predomini sobre Roma, però de manera temporal, i aviat oblidat. L'aliança o les relacions de romans de Roma i sabins de Cures no implicava cap aliança amb la resta dels sabins; Tul·li Hostili va fer la guerra als sabins, va envair el seu territori i va lliurar una batalla decisiva a Silva Malitiosa, un lloc desconegut. Anc Marci, d'origen sabí, no va tenir conflictes amb els sabins però el seu successor Tarquini Prisc hi va tornar a lluitar, segons Tit Livi perquè els sabins van creuar l'Annio; els sabins foren derrotats i Collatia i el seu territori incorporat a Roma.
Després no se'n torna a parlar fins al període republicà. La guerra va esclatar el 504 aC. Un clan sabí, dirigit per Atta Clausus, disconforme amb la política de la seva nació, va emigrar a territori romà i va rebre la ciutadania i va donar origen a la família dels Claudis (Claudii). El 469 aC encara apareixen els sabins fent incursions fins a la rodalia de Roma. El 449 aC quan Marc Horaci Barbat va obtenir una victòria decisiva, el camp sabí era ple de botí obtingut en territori romà. La principal fortalesa sabina de la frontera era Erètum. Després de la victòria romana del 449 aC les guerres entre romans i sabins es van acabar. Sembla que llavors van quedar en un estat d'aliança o d'igualtat de drets (isopolitis) i durant un segle i mig van restar neutrals en les lluites que Roma va fer amb altres pobles.
El 290 aC, després de dos segles de no aparèixer a les cròniques, tornen a ser esmentats lluitant contra Roma. Però al final de la tercera guerra samnita el cònsol Marc Curi Dentat va anar contra ells i els va derrotar fàcilment; molts presoners foren venuts com a soldats però els que no ho van ser foren admesos a la ciutadania romana sense dret de sufragi (Civitas sine suffragio); les seves ciutats van esdevenir subordinades (amb rang de prefectura, inferior al de municipi). El 268 aC el dret de sufragi els fou concedit i foren inclosos dins la gens Sèrgia.
Durant la Segona Guerra Púnica van aportar voluntaris a l'exèrcit d'Escipió. Progressivament van desaparèixer com a poble separat. En la guerra social els sabins, diluïts completament com a poble independent, no van fer lògicament costat als revoltats que demanaven la ciutadania. Ciceró els esmenta encara com "florem Italiae ac robur rei publicae".
El seu territori fou inclòs per August en la quarta regió, després fou part de la província de Valèria, i més tard aquesta província fou incorporada dins la del Picenum.
En l'època dels Estats Pontificis una província es va dir La Sabina.

## Déus dels sabins
Marc Terenci Varró, que era d'origen sabí, va donar la següent llista de déus sabins, que van tenir culte també pels romans:
| - Dius Fidius - Ferònia - Ops - Quirí - Sabus - Sancus - Sorà - Minerva - Novensides - Pales - Salus - Fortuna - Fons - Fides | - Flora - Vediovis - Saturn - Sol - Luna - Vulcà - Summà - Larunda - Terminus - Vertumne - Lares - Diana - Lucina |

El rei de Roma, Titus Taci, que era d'origen sabí, va ser l'introductor de molts rituals religiosos procedents del seu poble.